# Celoštevilska matrika
Celoštevilska matrika je matrika, ki ima za elemente cela štavila. Med takšne matrike spadajo binarne, ničelne, enotske in matrike sosednosti (uporabljajo se v teoriji grafov). 

## Zgleda
{\displaystyle {\begin{bmatrix}5&2&6&0\\4&7&3&8\\5&9&0&4\\3&1&0&3\\9&0&2&1\end{bmatrix}}}
in:
{\displaystyle {\begin{bmatrix}1&5&0\\0&9&2\\1&7&3\end{bmatrix}}}

## Značilnosti
- determinanta celoštevilske matrike je celo število.
- obratna matrika celoštevilske matrika je celoštevilčna matrika samo, če je njena determinanta enaka 1 ali -1.
- karakteristični polinom celoštevilske matrike ima celoštevilske koeficiente.